# Happy Christmas
Happy Christmas — седьмой студийный альбом американской певицы Джессики Симпсон, выпущенный 22 ноября 2010 года на лейбле Primary Wave, с которым она начала сотрудничать после окончания контракта с Epic Records. Альбом является вторым рождественским сборником Симпсон после альбома ReJoyce: The Christmas Album. В него вошли как кавер-версии известных рождественских песен, так и песни, написанные самой Симпсон. Продюсерами альбома стали Кук Харрелл, The-Dream, Аарон Пирс и Трики Стюарт.

## Появление в чартах
За первую неделю было продано 10 153 копии альбома, благодаря чему, он дебютировал на 123-м месте в Billboard 200, став в итоге самым низким максимальным результатом Симпсон. Альбом также дебютировал на 9-м месте в Independent Albums и на 33-м в рождественском чарте Top Holiday Albums. В США продано 110 000 копий альбома, а в мире, на июнь 2012 года, — 500 000 копий.

## Синглы
Песня «My Only Wish», написанная самой Симпсон в соавторстве с Аароном Пирсом и Трики Стюартом, была выпущена в качестве промосингла, доступного только для скачивания. Его премьера состоялась на радио и на официальном сайте певицы. Синглу удалось войти в Топ-50 самых скачиваемых рождественских песен на iTunes в США.

## Список композиций
| №                   | Название                                                   | Автор(ы)                                   | Длительность |
| ------------------- | ---------------------------------------------------------- | ------------------------------------------ | ------------ |
| 1.                  | «My Only Wish»                                             | Аарон Пирс, Трики Стюарт, Джессика Симпсон | 3:53         |
| 2.                  | «Here Comes Santa Claus» / «Santa Claus Is Coming to Town» | Дж. Фред Кутс, Хейвен Гиллепси             | 3:03         |
| 3.                  | «O Come O Come Emmanuel»                                   | Пирс                                       | 4:20         |
| 4.                  | «I’ll Be Home for Christmas» (дуэт с Джоном Бриттом)       | Уолтер Кент, Ким Гэннон, Бак Рам           | 4:39         |
| 5.                  | «Happy Xmas (War Is Over)»                                 | Джон Леннон, Йоко Оно                      | 3:43         |
| 6.                  | «Mary Did You Know»                                        | Марк Лоури, Бадди Грин                     | 3:27         |
| 7.                  | «Merry Christmas Baby» (дуэт с Вилли Нельсоном)            | Джонни Мур, Лу Бакстер                     | 4:57         |
| 8.                  | «Kiss Me for Christmas»                                    | The-Dream, Стюарт, Симпсон                 | 4:57         |
| 9.                  | «Have Yourself a Merry Little Christmas»                   | Хью Мартин, Ральф Блейн                    | 4:04         |
| 10.                 | «Carol of the Bells»                                       | Пётр Вильховский, Николай Леонтович        | 3:14         |
| Общая длительность: | Общая длительность:                                        | Общая длительность:                        | 47:01        |

## Позиции в чартах
| Чарт (2010)           | Макс. позиция |
| --------------------- | ------------- |
| US Billboard 200      | 123           |
| US Top Holiday Albums | 23            |
| US Independent Albums | 9             |